# Çukurkışla, Tufanbeyli
Çukurkışla là một xã thuộc huyện Tufanbeyli, tỉnh Adana, Thổ Nhĩ Kỳ. Dân số thời điểm năm 2009 là 189 người.